# 4748 Tokiwagozen
A 4748 Tokiwagozen (ideiglenes jelöléssel 1989 WV) a Naprendszer kisbolygóövében található aszteroida. Szuzuki Kenzó és Urata Takesi fedezte fel 1989. november 20-án.